# Chung Nam Group
Chung Nam Group — многопрофильная производственная корпорация, базирующаяся в Гонконге. Специализируется на разработке, производстве, дистрибуции и розничной торговле часами и комплектующими к ним. Основные производственные мощности Chung Nam Group расположены в Китае, Гонконге и Швейцарии.

## История
В 1935 году бизнесмен Чонг основал в Гонконге торговую компанию, работавшую на рынках Юго-Восточной Азии. В 50-х годах компания занялась торговлей часами, в 60-х годах — постельным бельём, посудой и обувью. В 80-х годах Chung Nam Group активно инвестировала в предприятия точного машиностроения в Китае и занялась торговлей модной одеждой, в 90-х годах основной упор сделала на развитие исследований и обновление оборудования. С 2000 года Chung Nam Group стала диверсифицировать свой бизнес путём приобретения компаний и создания новых предприятий в области различных покрытий и электроники.

## Структура
К 2010 году Chung Nam Group имела свыше 10 тыс. сотрудников по всему миру. Бизнес компании состоит из шести направлений:

### Chung Nam Watch
Компания специализируется на производстве и дистибьюции часов и компонентов. Дочерние компании — Isaswiss (Ле-Бренет), B&B Technics (Ле-Локль), Roamer (Золотурн), Technotime Holding (Ла-Шо-де-Фон), MAG Uhren Vertriebs (Кёльн), Time Network (Гонконг), Rui Luo Watch (Шэньчжэнь).

### CN Convergence
Компания специализируется на производстве идентификационных транспондеров, беспроводных устройств доступа, другой электроники и программного обеспечения. Дочерние компании — Chung Nam Electronics (Гонконг) и Convergence Systems.

### CN Innovations
Компания специализируется на научных исследованиях, различных материалах и поверхностях (металлических, керамических, пластмассовых), точном машиностроении, солнечной энергетике, микроэлектронике, автоматике, промышленных лазерах, различных компонентах (для часов, ювелирных изделий, медицинского оборудования, плееров, цифровых камер, мобильных телефонов) и программном обеспечении. Дочерние компании — M-Solv (Оксфорд), Zoltrix Material (Гуанчжоу), Chungnam Precision Casing (Шэньчжэнь), Zhong Tien Precision Manufacturing (Шэньчжэнь), Nam Tai Electronics (Шэньчжэнь), Tianjin HJ Precision (Тяньцзинь).

### CN Fashion
Компания специализируется на разработке, производстве и торговле женской одеждой, а также на дистрибуции обуви, постельного белья и посуды. Дочерние компании — Love plus Hope (L plus H Fashion).

### CN Lifestyle
Компания специализируется на производстве дизайнерской мебели, аксессуаров для интерьера, упаковки для часов и ювелирных изделий. Дочерние компании — EuroAmerica International (Гонконг) и EuroAmerica Wood Works (Шэньчжэнь).

### CN Creations
Компания специализируется на производстве анимационной, теле- и кинопродукции. Дочерние компании — Dream Tube Entertainment (Шанхай).
Кроме того, Chung Nam Group контролирует компании Oasis Pacific Rim (Шанхай), Vitalink Industry (Шэньчжэнь) и Vitalink Thin Film Technology (Сучжоу).